# Gauliga Schlesien 1937/38

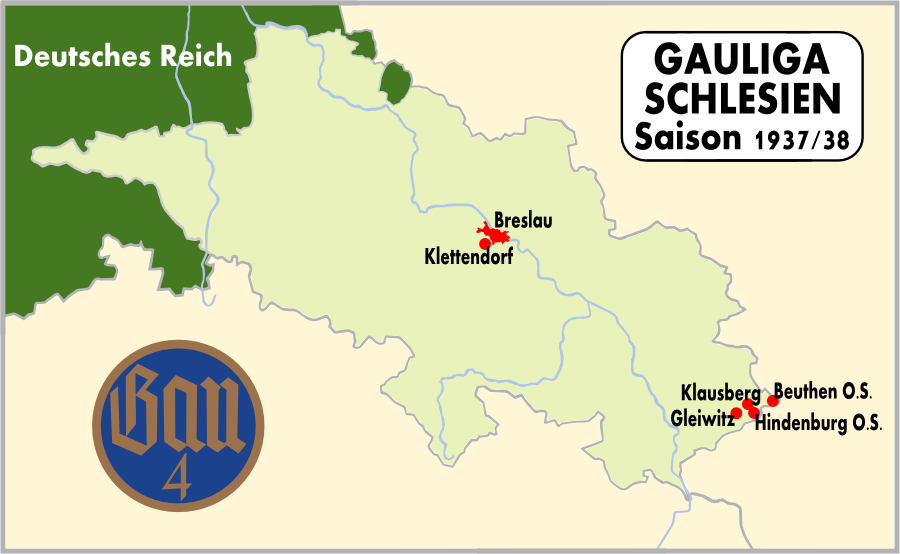
Spielorte der Gauliga Schlesien 1937/38.

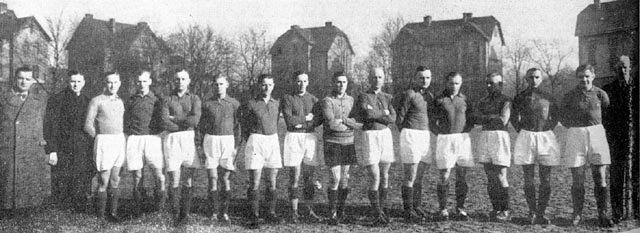
Die Meistermannschaft der Saison 1937/38.

Die Gauliga Schlesien 1937/38 war die fünfte Spielzeit der Gauliga Schlesien des Fachamtes Fußball. Die diesjährige Meisterschaft wurde erneut mit zehn Mannschaften im Rundenturnier im Hin- und Rückspiel ausgetragen. Die Meisterschaft sicherte sich zum dritten Mal die SpVgg Vorwärts-Rasensport Gleiwitz mit zwei Punkten Vorsprung auf die Breslauer SpVg 02. Gleiwitz qualifizierte sich dadurch für die Endrunde um die deutsche Meisterschaft und schied dort bereits nach der Gruppenphase aus. Die Abstiegsränge belegten die SC Vorwärts Breslau und überraschenderweise der Vorjahresmeister Beuthener SuSV 09. Aus den Bezirksligen stiegen die SpVgg Ratibor 03 und der 1. FC Breslau auf.

## Abschlusstabelle
| Pl. | Verein                             | Sp. | S  | U | N  | Tore    | Quote | Punkte |
| --- | ---------------------------------- | --- | -- | - | -- | ------- | ----- | ------ |
| 1.  | SpVgg Vorwärts-Rasensport Gleiwitz | 18  | 14 | 1 | 3  | 055:190 | 2,89  | 29:70  |
| 2.  | Breslauer SpVg 02                  | 18  | 13 | 1 | 4  | 056:280 | 2,00  | 27:90  |
| 3.  | SC Preußen Hindenburg              | 18  | 8  | 3 | 7  | 034:290 | 1,17  | 19:17  |
| 4.  | SC Hertha Breslau                  | 18  | 8  | 2 | 8  | 025:400 | 0,63  | 18:18  |
| 5.  | SV 33 Klettendorf (N)              | 18  | 8  | 0 | 10 | 024:470 | 0,51  | 16:20  |
| 6.  | Reichsbahn-SV Gleiwitz             | 18  | 6  | 3 | 9  | 033:330 | 1,00  | 15:21  |
| 7.  | Sportfreunde Klausberg (N)         | 18  | 5  | 5 | 8  | 022:330 | 0,67  | 15:21  |
| 8.  | Breslauer FV 06                    | 18  | 6  | 2 | 10 | 027:260 | 1,04  | 14:22  |
| 9.  | SC Vorwärts Breslau                | 18  | 6  | 2 | 10 | 024:350 | 0,69  | 14:22  |
| 10. | Beuthener SuSV 09 (M)              | 18  | 5  | 3 | 10 | 038:480 | 0,79  | 13:23  |

| (M) | Titelverteidiger               |
| (N) | Aufsteiger aus der Bezirksliga |

## Kreuztabelle
Die Kreuztabelle stellt die Ergebnisse aller Spiele dieser Saison dar. Die Heimmannschaft ist in der linken Spalte, die Gastmannschaft in der oberen Zeile aufgelistet.
| 1937/38                            | SpVgg Vorwärts-Rasensport Gleiwitz | Breslauer SpVg 02 | SC Preußen Hindenburg | SC Hertha Breslau | SV 33 Klettendorf | Reichsbahn-SV Gleiwitz | Sportfreunde Klausberg | Breslauer FV 06 | SC Vorwärts Breslau | Beuthener SuSV 09 |
| ---------------------------------- | ---------------------------------- | ----------------- | --------------------- | ----------------- | ----------------- | ---------------------- | ---------------------- | --------------- | ------------------- | ----------------- |
| SpVgg Vorwärts-Rasensport Gleiwitz |                                    | 4:2               | 1:0                   | 6:1               | 10:1              | 1:2                    | 2:0                    | 1:0             | 4:0                 | 5:4               |
| Breslauer SpVg 02                  | 1:1                                |                   | 2:3                   | 2:1               | 3:0               | 5:4                    | 5:0                    | 4:2             | 4:1                 | 10:1              |
| SC Preußen Hindenburg              | 2:1                                | 1:2               |                       | 2:0               | 4:1               | 1:1                    | 2:1                    | 3:0             | 2:0                 | 4:0               |
| SC Hertha Breslau                  | 0:6                                | 0:1               | 3:3                   |                   | 3:2               | 1:2                    | 1:0                    | 2:0             | 2:1                 | 1:0               |
| SV 33 Klettendorf                  | 2:0                                | 1:4               | 2:1                   | 1:3               |                   | 2:0                    | 3:1                    | +0:0 A          | 2:1                 | 3:2               |
| Reichsbahn-SV Gleiwitz             | 1:3                                | 0:4               | 3:3                   | 1:2               | 5:1               |                        | 5:0                    | 0:1             | 1:2                 | 2:1               |
| Sportfreunde Klausberg             | 0:1                                | 3:1               | 1:0                   | 5:1               | 1:0               | 1:1                    |                        | 2:1             | 1:1                 | 4:4               |
| Breslauer FV 06                    | 2:4                                | 1:3               | 3:0                   | 0:0               | 5:0               | 2:0                    | 1:1                    |                 | 2:0                 | 5:1               |
| SC Vorwärts Breslau                | 1:2                                | 1:2               | 3:2                   | 0:4               | 1:2               | 3:2                    | 3:0                    | 3:1             |                     | 2:1               |
| Beuthener SuSV 09                  | 0:3                                | 4:1               | 5:1                   | 8:0               | 3:1               | 0:3                    | 1:1                    | 2:1             | 1:1                 |                   |

## Aufstiegsrunde
Qualifiziert für die Aufstiegsrunde waren die Meister der drei Bezirksligen Niederschlesien, Mittelschlesien und Oberschlesien. Diese traten dann im Rundenturnier mit Hin- und Rückspiel gegeneinander an. Die zwei besten Mannschaften stiegen auf.

### Abschlusstabelle
| Pl. | Verein                                               | Sp. | S | U | N | Tore    | Quote | Punkte |
| --- | ---------------------------------------------------- | --- | - | - | - | ------- | ----- | ------ |
| 1.  | SpVgg Ratibor 03 (Meister Bezirksliga Oberschlesien) | 4   | 3 | 0 | 1 | 013:600 | 2,17  | 06:20  |
| 2.  | 1. FC Breslau (Meister Bezirksliga Mittelschlesien)  | 4   | 1 | 1 | 2 | 007:900 | 0,78  | 03:50  |
| 3.  | SSVgg Bunzlau (Meister Bezirksliga Niederschlesien)  | 4   | 1 | 1 | 2 | 004:900 | 0,44  | 03:50  |

### Kreuztabelle
| 1937/38          | SpVgg Ratibor 03 | 1. FC Breslau | SSVgg Bunzlau |
| ---------------- | ---------------- | ------------- | ------------- |
| SpVgg Ratibor 03 |                  | 3:1           | 5:0           |
| 1. FC Breslau    | 3:4              |               | 2:1           |
| SSVgg Bunzlau    | 2:1              | 1:1           |               |